# アンディ・マクフェイル
アンディ・マクフェイル（Andy MacPhail, 1953年4月5日 - ）は、MLB・フィラデルフィア・フィリーズの球団社長。

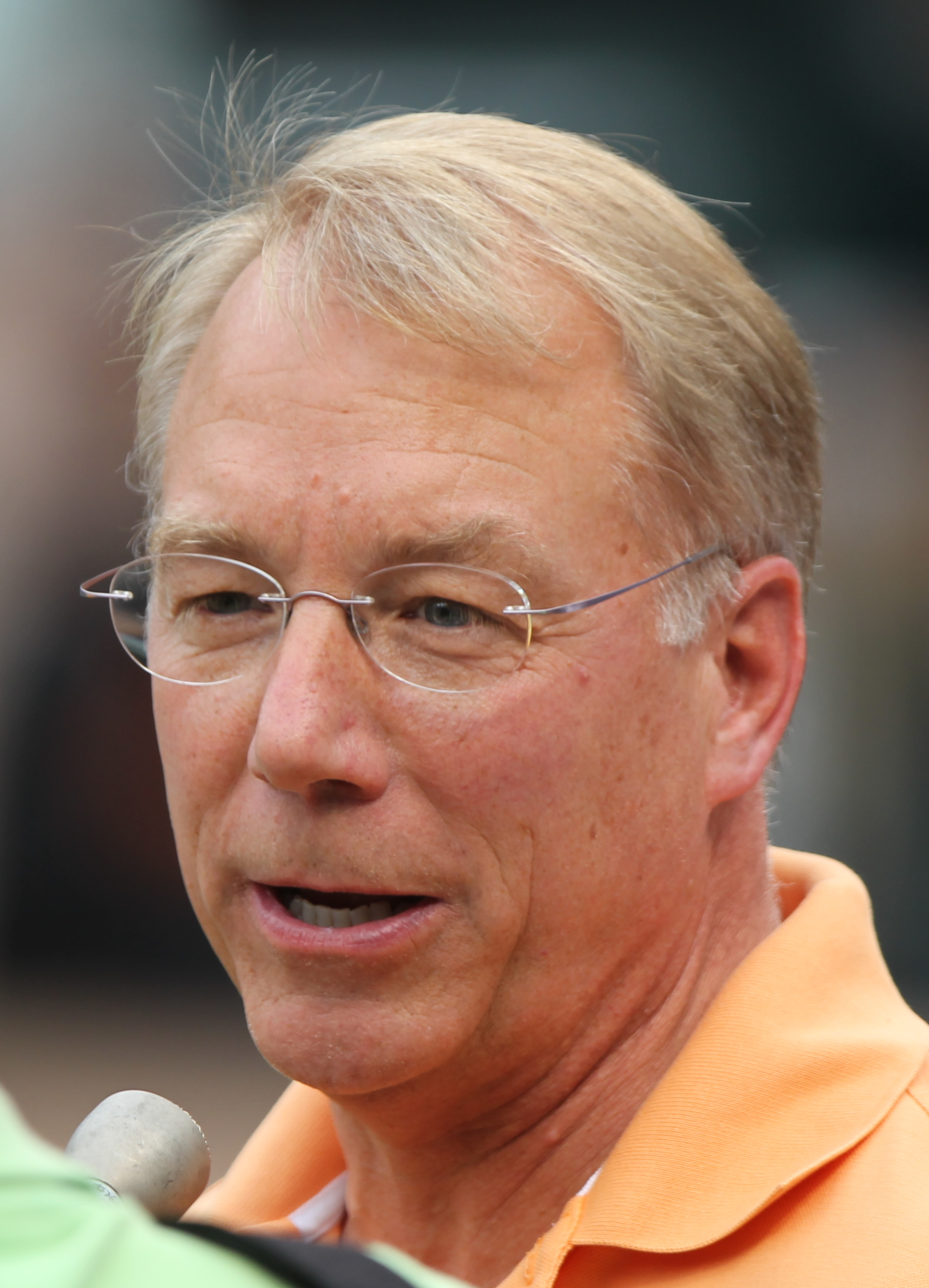
2011年

祖父はブルックリン・ドジャースなどで最高経営責任者を務めたラリー・マクフェイル、父はアメリカンリーグ第5代会長のリー・マクフェイルであり、両者はいずれもアメリカ野球殿堂入りを果たしている。

## 経歴
父がボルチモア・オリオールズのゼネラルマネージャー(GM)だった1958年から1966年をボルチモアで暮らした経験がある。
1976年にシカゴ・カブス傘下のルーキー級チームで経営者としてのキャリアをスタート。1977年にカブスの球場運営部門のアシスタントとなり、選手育成部門のアシスタント・ディレクターも務めた。1981年にヒューストン・アストロズのスカウト部門のアシスタント・ディレクターに就任すると1982年にはGM補佐に昇進。1985年から1994年まではミネソタ・ツインズの球団副社長兼GMを務め、1987年と1991年にはチームをワールドシリーズ制覇に導いた。ツインズを退いてから2006年までシカゴ・カブスの最高経営責任者を務め、2000年から2年間はカブスのGMも兼務した。
2007年6月、ピーター・アンジェロスオーナーの要請により、オリオールズの球団社長兼GMに就任。低迷が続くチームの再建に乗り出した。
2008年オフ、読売ジャイアンツからFA宣言した上原浩治の獲得に乗り出し、翌年1月に2年1000万ドルで契約した。上原はオリオールズが契約した初の日本人選手となった。
オリオールズには2011年まで在籍した。
2015年6月29日に同年のシーズン終了よりフィラデルフィア・フィリーズの球団社長に就任することが発表された。